# 俄匊斯
俄匊斯（希臘語: Ὀϊζύς）在希臘神話中是代表窮困，憂傷和焦慮的女神。她是黑夜女神倪克斯的女兒，摩墨斯的孿生姐妹。
她的拉丁名稱為米瑟那（Miseria），英語「misery」一單詞（意為痛苦，悲慘，不幸，窮困）即是從中引申出來的。